# Elaine Pagels
Elaine Pagels, född Elaine Hiesey den 13 februari 1943 i Palo Alto, Kalifornien, är en amerikansk teolog, professor i religion vid Princeton i USA. Hon doktorerade vid Harvard 1970. Hon har studerat flera texter från Nag Hammadi, dit bland annat de gnostiska evangelierna hör. Hon mottog pris från MacArthur Fellowship 1981 och är medlem i the Jesus Seminar.

## Böcker av Elaine Pagels
- Pagels, Elaine H. (1973) (på engelska). The Johannine Gospel in Gnostic Exegesis: Heracleon's Commentary on John. Monograph series / Society of Biblical Literature, 0145-269X ; 17. Nashville, Tenn.. Libris 5132495. ISBN 0-687-20632-4
- Pagels, Elaine H. (1975) (på engelska). The Gnostic Paul: Gnostic Exegesis of the Pauline Letters. Philadelphia: Fortress Press. Libris 5665772. ISBN 0-8006-0403-2
- Pagels, Elaine H. (1982 [1979]) (på engelska). The Gnostic Gospels. Pelican books. Harmondsworth: Penguin. Libris 4576131. ISBN 0140223584
  - Pagels, Elaine H.; övers. Hultgård Anders (1981). De gnostiska evangelierna. Stockholm: Wahlström & Widstrand. Libris 7280531. ISBN 9146137440
- Pagels, Elaine H. (1988) (på engelska). Adam, Eve, and the Serpent: Sex and Politics in Early Christianity. London: Weidenfeld & Nicolson. Libris 4764712. ISBN 0-297-79326-8
  - Pagels, Elaine H.; övers. Wiking Philippa (1989). Adam, Eva och ormen. Stockholm: Wahlström & Widstrand. Libris 7281482. ISBN 9146157506
- Pagels, Elaine H. (1995) (på engelska). The Origin of Satan: How Christians Demonized Jews, Pagans, and Heretics (1. ed.). New York: Random House. Libris 5120681. ISBN 0679401407
- Pagels, Elaine H. (2003) (på engelska). Beyond Belief: The Secret Gospel of Thomas. New York: Random House. Libris 8782983. ISBN 0375501568
- Pagels, Elaine H.; King Karen L. (2007) (på engelska). Reading Judas: The Gospel of Judas and the Shaping of Christianity. New York: Viking. Libris 10540269. ISBN 9780670038459
- Pagels, Elaine H. (2012) (på engelska). Revelations: Visions, Prophecy, and Politics in the Book of Revelation. New York: Viking. Libris 13257403. ISBN 9780670023349
- Pagels, Elaine H. (2018) (på engelska). Why Religion?: A Personal Story (1. ed.). New York, NY: Ecco. Libris t4tjbmxhr5jbk2kk. ISBN 9780062368539